# Lijst van Soestenaren
Deze lijst van Soestenaren betreft bekende personen die in de Nederlandse plaats Soest zijn geboren, gestorven of er woonachtig zijn geweest.
In de lijst zijn enkel personen opgenomen van wie een pagina bestaat op Wikipedia.

## Geboren in Soest

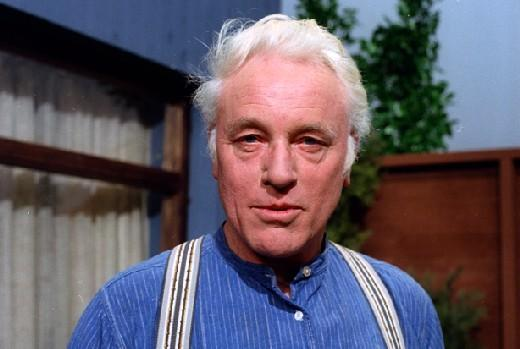
Piet Ekel

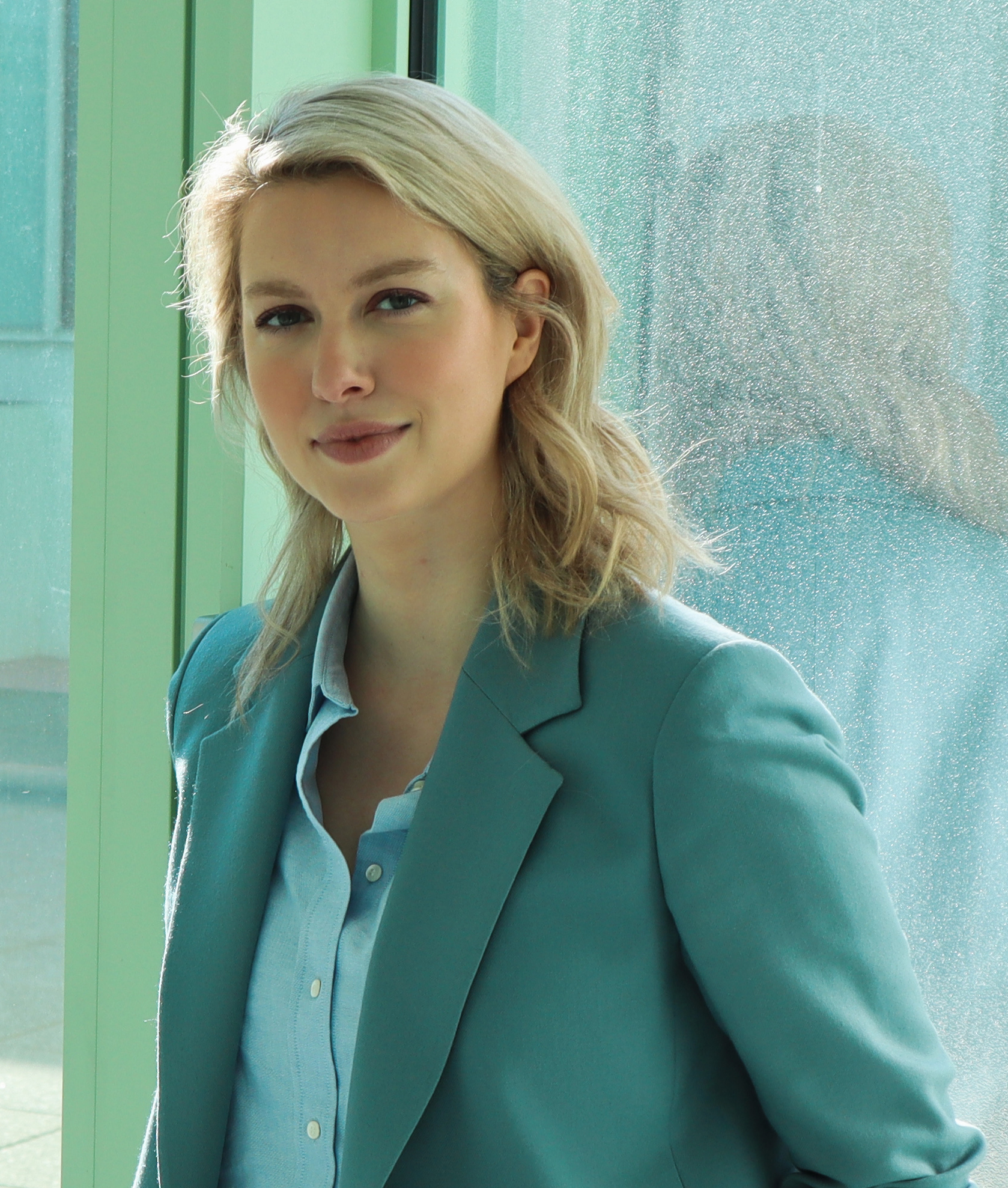
Els van Doesburg

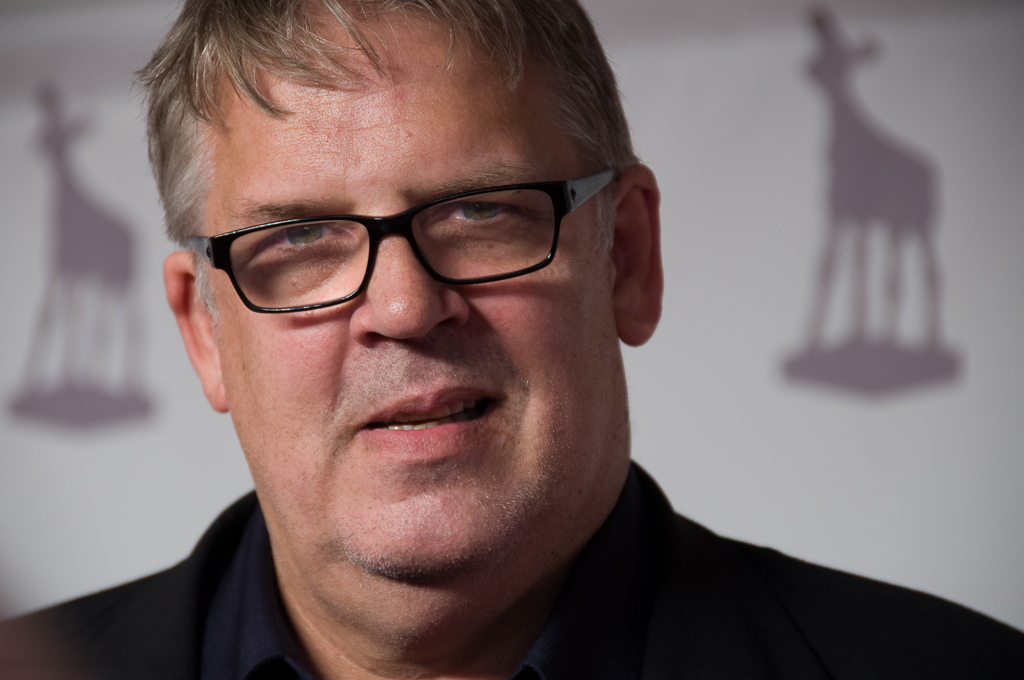
Jack Wouterse

- Robin Ammerlaan (1968), paralympisch rolstoeltenniser en paralympischkampioen
- Joannes Boldoot (1850–1898), fabrikant eau de cologne
- Siemen Bolhuis (1956), beeldhouwer
- Ton van den Bremer (1947–2016), muziekmanager en producent
- Raimond Burgman (1964), carambolebiljarter
- Sanne Delfgou (1985), langebaanschaatsster
- Els van Doesburg (1989), Vlaams politica N-VA en burgemeester van Antwerpen
- Jan Dorrestein (1945–2023), golfprofessional
- Martin Duiser (1949), zanger, songwriter en producent
- Jorrit Eijbersen (1975), politicus
- Piet Ekel (1921–2012), acteur
- Jan Elbertse (1955), acteur
- Jolanda Elshof (1975), volleybalster
- Gerrit Gerritse (1937–2012), CDA-politicus
- Evert Grift (1922–2009), wielrenner
- Ed van den Heuvel (1940), sterrenkundige
- Geerte Hoeke (1990), wielrenster
- Ina Isings (1919–2018), hoogleraar klassieke archeologie
- Janine Jansen (1978), violiste
- Jeltien Kraaijeveld-Wouters (1932-2025), politica
- Sven Kockelmann (1969), journalist en tv-presentator
- Victor Koppe (1964), advocaat
- Peter Kooij (1954), baritonzanger
- Maria Kraakman (1975), actrice
- Hans Kruiswijk (1949), journalist en dorpshistoricus
- Piet Kuiper (1919–2002), psychiater
- Majel Lustenhouwer (1953), dirigent en componist
- Frank Paauw (1958), commissaris van politie
- Henk Post (1947-2022), voetballer
- Otto Prinsen (1936–2006), beeldend kunstenaar
- Roosmarijn Reijmer (1979), diskjockey
- Robert Roest (1969), voetballer
- Daniëlle Schothorst (1971), schrijfster, illustratrice
- Julien Smink (1977), oud-wielrenner
- Annemarie Steen (1971), actrice
- Daniël Stellwagen (1987), schaker
- Frida Vogels (1930), schrijfster
- Cees Waal (1943–2011), jurist en politicus
- Jack Wouterse (1957), acteur
- Erik van der Wurff (1945–2014), pianist en componist

## Woonachtig geweest
- Rinke Tolman (1891–1983), natuurbeschermer en journalist
- Jacobus van Looy  (1855–1930), schilder
- Ellen Abbing-Roos (1935-2014), beeldhouwer en keramist

## Overleden
- Rien Hack (1871-1939), beeldhouwer
- William Kraan (1878-1947), journalist en politicus
- Gerrit Govaars (1866-1954), heilsoldaat
- Gustaaf Regout (1891–1966), kunstenaar
- Johan Herman Isings (1884–1977), tekenaar en illustrator
- Jaap Veenendaal (1903–1981), illustrator
- Wim Hennings (1905-1991), atleet
- Cécile Dreesmann (1920-1994), textielkunstenaar
- Guus Verstraete sr. (1914-1994), regisseur en acteur
- Rien Poortvliet (1932–1995), tekenaar
- Marga van Arnhem (1940-1997), radio- en televisiepresentatrice
- Ted Ponjee (1953–2002), componist, muziekpedagoog en saxofonist
- Tini Wagner (1919-2004), zwemster
- Kokkie Gilles (1918-2006), persoonlijke assistente en vertrouwelinge van prins Bernhard van Lippe-Biesterfeld
- Evert Offereins (1936-2008), dierenarts, paardengeneeskundige
- Jenny Dalenoord (1918-2013), illustrator, graficus
- Joost van der Grinten (1927-2017), architect
- Liesbeth List (1941–2020), chansonnière en actrice
- Cees van Drongelen (1936-2021), presentator
- Rob Herwig (1935-2022), schrijver
- Jan Wijn (1934-2022), pianist